# 吴宇森
吳宇森，SBS（1946年9月22日—）是香港男導演及編劇，祖籍廣西梧州，出生於廣州，成長於香港，曾被美國科幻、奇幻及電影學院舉辦的美國年度影視獎項（土星獎）頒發最佳導演，成功塑造出自己獨特的電影風格。畢業於九龍的協和小學，而中學曾就讀地利亞修女紀念學校（利瑪竇）及在位於大坑東的路德會協同中學畢業。1973年，吳宇森首次獨立執導電影。1986年他編劇及導演的《英雄本色》一片獲得第6屆香港電影金像獎的最佳影片、最佳男主角兩大獎項，在第23屆金馬獎評選中，吳宇森被評為最佳導演。從此片開始，吳宇森塑造出自己獨特的電影風格，在東半球高舉暴力美學的旗幟，與西半球的奧利華·史東和昆汀·塔倫提諾遙相呼應。
2005年由香港影藝界舉辦的「中國電影一百年」活動當中，吳宇森獲香港人選為這一百年來最喜愛的導演。
2010年荣获第67屆威尼斯影展榮譽金獅獎。2014年獲香港藝術發展局頒發「2013香港藝術發展獎」之「傑出藝術貢獻獎」。2015年获得东京国际电影节“武士奖”。

## 生平

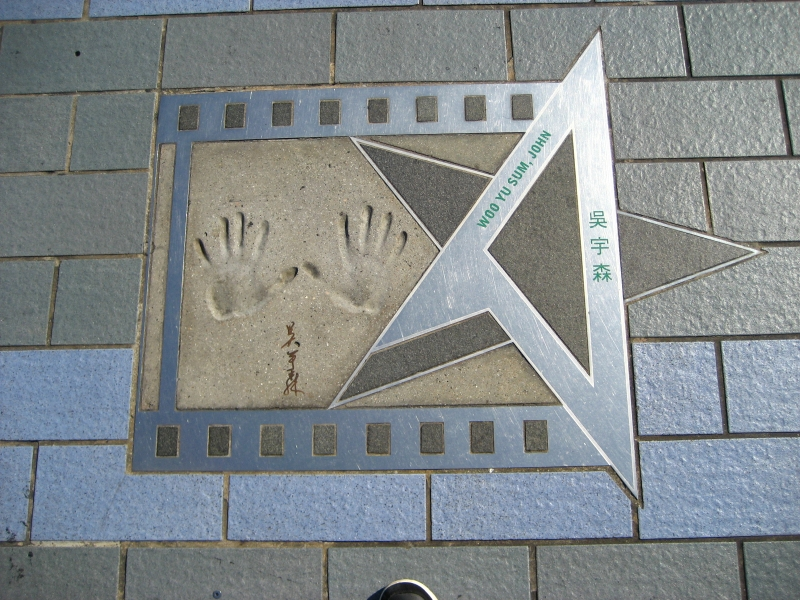
香港星光大道上的吳宇森手印

### 演藝經歷
吳宇森於廣州出生，其5歲時（1951年）其父母因逃避國共內戰而逃難來港。其父親當時已患有肺結核因而喪失工作能力，一家人在貧民窟生活艱辛。吳家本僅計劃暫留香港並打算遷至最終目的地臺灣，但其居所於1953年石硤尾大火中被燒燬，全家的身份證件隨之付之一炬，亦因此被逼滯留香港，幸得慈善機構捐贈，吳家得以遷往新居，但新居附近區域治安不佳。吳氏一家在北河街街頭睡了一年多之後，就搬回石硤尾。當時英屬香港政府在災場築起兩層高的徙置區，後來徙置區由兩層變為七層，至今七層徙置大廈多已再重建。
為了避開那種環境，吳宇森常到深水埗的電影院。他從觀賞音樂電影《綠野仙蹤》得到紓解。年少的吳宇森愛看西方電影，尤其是《虎豹小霸王》的最後一幕。
吳宇森與妻子牛春龍在1976年結婚，育有3個孩子，現時長居美國。

### 香港職業生涯
1969年，吳宇森當時23歲，獲聘在國泰電影公司擔任場記。1971年，他在邵氏影業張徹導演的拔擢下成為助理導演。1973年他首次執導商業電影《過客》（後來改名《鐵漢柔情》）上映，報住地方仍然是九龍石硤尾邨第四座四十二號二樓。該片由成龍設計，是一部功夫動作電影。該影片由嘉禾電影發行。
其後，吳宇森在嘉禾公司陸續執導了一些電影，其中包括協助許冠文、許冠傑拍攝許氏兄弟系列《鬼馬雙星》（1974）、《半斤八兩》（1976）、《賣身契》（1978）等賣座喜劇，吳宇森又憑自己執導的喜劇片《發錢寒》（1977）在香港獲得好評，該片由許冠英主演。
由於發錢寒票房的成功，使吳宇森這時的電影作品以喜劇片為主，其後的《大煞星與小妹頭》（1978）便為一例。雖然執導喜劇片票房讓吳宇森初露頭角，但在1979年吳宇森嘗試往不同風格邁進之作——《豪俠》（1979），卻讓吳宇森遭到滑鐵盧。這部古裝武俠風格片迥異於以往的喜劇鬼馬風格，描述主角為了俠義不惜犧牲自身性命完成使命，是一部充滿刀光劍影的男性情誼之作。彷彿後來的作品《英雄本色》前身。《豪俠》得不到當時觀眾的青睞之後，吳宇森又回到他熟悉的喜劇題材之中，拍了《錢作怪》（1980）；《滑稽時代》（1980）；《摩登天師》（1982）；《八彩林亞珍》（1982）。結束與嘉禾電影合作之後，吳宇森在徐克的力邀下轉往新藝城電影執導。
於1980年代中期，吳宇森遭遇到創作瓶頸。他的電影成為了票房毒藥，於是轉往台灣尋求突破，也沉寂了一陣子。吳加盟新藝城後，旋即被投閑置散，被安排往臺灣出任當地分公司總監，從事監製電影及公司行政等他認為既不擅長，亦不感興趣的工作，而他在臺灣任職期間，也拍攝了《笑匠》及《兩隻老虎》兩套喜劇電影。不久之後香港導演徐克提供了吳宇森執導他所籌畫的電影《英雄本色》的機會。
《英雄本色》及《英雄本色II》主要是敘述兩兄弟（兄為黑道，弟為皇家香港警察）的警匪動作電影。該片成為當時香港影壇的賣座巨片，其細膩的黑道倫理情義戲、兄弟間充滿矛盾又感人的手足之情、黑幫火拼的慢動作槍戰特寫以及肅殺的流血畫面，把香港動作片推進另一新境界，也意外捧紅了戲中表現搶眼飾演嘜哥的周潤發。這部片影響所及，創造出一時的「大褸」熱潮（男主角周潤發、狄龍在戲中常穿著大褸），加上片中的雙手各持一槍開火的槍戰風格，影響到美國好萊塢幾位導演對吳宇森獨特的暴力美學的致敬與模仿，例如昆汀·塔倫提諾及沃卓斯基兄弟。
在男演員周潤發的合作之下，吳宇森在1980年中後期及1990年初期陸續創造出他個人風格的「英雄式流血動作電影」。吳宇森的電影內容大部份描寫男性之間（警匪或者黑社會）的情誼及以手槍作為武器互相攻擊的動作風格脫不了關係。演員在片中手持手槍的黑幫火拼，就好像中古世紀的封建時代的騎士各為其主為了理想及榮譽而戰，成為吳宇森系列電影必備的獨特元素。
在這期間最出色的作品為《喋血雙雄》（1989），為吳宇森帶來國際上的認同。該片受到了廣大的讚嘆及迴響，槍戰動作、出色的演技、引人入勝的劇情获得众多好评。吳宇森從此在國際上開創了他的系列之作，他的槍戰動作風格即為「吳宇森」風格。一年之後他又開拍了《喋血街頭》，由梁朝偉、張學友、李子雄連袂主演。故事描述三名從小青梅竹馬一起有福同享、有難同當的死黨，長大後三人因事流亡越南，由於金錢權力的介入讓各自的價值觀及立場開始出現差異，使得彼此間的友情變質最後淪至反目成仇的故事。這部他認為是他最有個人風格的代表作，但票房反應卻不甚理想。有此一說是由於受到1989年六四天安門事件的影響間接導致觀眾對於這種類似於《野战排》、打打殺殺的電影產生抗拒，接受度因而下滑。然而此時好莱坞已經注意到他的作品。其中不乏大導演馬丁·史柯西斯（Martin Scorsese）與山姆·雷米（Sam Raimi），皆認可吳宇森式的動作片風格所產生的強大影響可與希區考克（Alfred Hitchcock）所打造的懸疑片系列劃上等號。此片之後吳宇森為了平衡《喋血街頭》所花費了預算及籌措未來要拍攝新片的開支，拍攝了《縱橫四海》（1991），由周潤發、張國榮、鍾楚紅攜手合作。有別於以往吳宇森式的打打殺殺，雖然還是不免槍林彈雨但新加入了一些黑色幽默輕鬆的元素描述-又是從小到大的三人組合，此組合彼此合作無間默契良好地以偷盜為生。其後在一次盜畫事件中招致了警察失主追捕、外人想分杯羹的難關，各自使出渾身解數用偷拐搶騙以計制敵全身而退的新題材。成功地結合了早期的鬼馬作風及後來的動作槍戰招牌元素，此“雙劍合壁”的雙效組合發威，讓吳宇森一掃陰霾重回票房贏家之列。
吳宇森在香港移交之前在香港所拍攝的最後一部作品——《辣手神探》（台灣一度名為《鎗神》），與過往影片不同的是故事的主人翁由昔日的黑幫份子轉移至維護治安的刑警身上，老搭擋周潤發飾演（刑警）與梁朝偉（罪犯）的對戰是本片的主軸。維持吳宇森一貫的槍戰風格，雙方在醫院中交火的畫面即長達30分鐘。故事的高潮在於周潤發在手裡抱著嬰兒嘴裡哼著搖籃曲哄小孩睡覺的情況下，一一解決歹徒並跳出窗外，嬰兒仍是安然無恙。
這些電影的影響力讓美國製片商隨後便找上吳宇森，吳宇森決定赴美發展。

### 美國職業生涯
在美國好萊塢吳宇森發現自己在新的土地上必須要適應新的文化。1993年，他被環球影業委託去作尚·克勞德·范·戴姆的電影《終極標靶》（Hard Target）的導演，開啟了他在好萊塢的導演生涯。然而到了好萊塢，吳宇森才發現在好萊塢的規矩比起過去在香港實在是限制又多又雜。在香港吳宇森自有一套彈性的拍片方法，很多經典的場面及情節甚至是不按原先計畫依當時情況靈機一動所迸發出來的。但在好萊塢一些大大小小的事必須事先都要先有計畫，然後才得以執行。讓吳宇森剛開始難以適應。《終極標靶》剛殺青時在吳宇森手上還是“限制級”的影片，不料後來到發行商手上卻被大刀闊斧而剪片剪成了“適合美國人可以觀賞”的標準而原味盡失。
吸取了《終極標靶》的經驗，吳宇森在美國曾經花了兩年時間不拍戲，去研究美國人怎麼生活。三年過後，1996年，吳宇森在好萊塢才有第二部影片問世——《断箭》（Broken Arrow）。由約翰·屈伏塔（John Travolta）及克里斯蒂安·史莱特（Christian Slater）主演，是一部大預算的槍戰追逐動作片。但不幸地吳宇森仍被發行商的規矩搞的綁手綁腳不得不有所妥協，雖然影片出爐後表面上還是得到了許多佳評，但好萊塢的行事作風使得吳宇森過往的吳宇森風格有所變調喪失了本味。
在這些不愉快的經驗後，吳宇森開始有所堅持小心翼翼地挑選適合自己風格的劇本過濾掉一些自己不擅長的題材。開拍了《奪面雙雄》（Face/Off）。由約翰·屈伏塔及尼可拉斯·凱吉（Nicolas Cage）主演，描述了警匪雙方鬥智以變臉新技術互換角色、互為滲透、鹿死誰手的過程。這次派拉蒙影業答應賦予他可擁有更大的自主權讓吳宇森去處理他的電影得以“做自己”，後來這部影片終讓吳宇森揚眉吐氣，不論內心戲及動作場面都處理得很優秀。是當年的風雲影片，光美國票房就超過一億美金。不但讓當時聲名下墜的約翰·屈伏塔趁勢翻身，也讓自己在好萊塢成為炙手可熱的導演並成為其他亞洲導演前進好萊塢圓電影夢的先驅。
隨後的三部作品《不可能的任務2》（Mission: Impossible II），《獵風行動》（Windtalkers），《記憶裂痕》（Paycheck）卻有截然不同的命運各自得到褒貶不一的反應。2000年所拍攝的《不可能的任務2》票房可觀，但另外兩部片則被批得體無完膚。
近來吳宇森又回到了他熟悉的華人影劇圈。吳宇森最近的作品為描述中國古時候三國時代歷史魏、蜀、吳相爭的電影《赤壁》。包羅了兩岸三地（大陸、台灣、香港）的演員參與演出。
2009年，擔任因《海角七號》爆紅的臺灣導演魏德聖新片《賽德克巴萊》的影片監製，做新手導演在戰爭場面和動作場面的技術指導。2009年12月23日，威尼斯影展委員會公布吳宇森將於翌年9月獲第67屆威尼斯影展頒發終身成就金獅獎，成為該獎項歷來第一名華人得主。2010年9月，吳宇森從徐克、昆汀·塔倫提諾及意大利電影人馬可·穆勒手中接過獎項。

### 學術
香港浸會大學於2004年11月9日舉行的第四十五屆畢業典禮上頒授榮譽博士學位予吳宇森，以表揚他在電影專業上的卓越成就，以及對社會的重大貢獻，同年成為香港浸會大學電影電視系MFA課程榮譽顧問，並於同年11月7日至11月11日在香港浸會大學舉行為期五日的吳宇森導演大師班。並且，於2009年拍畢赤壁後於4月中旬再次在香港浸會大學舉行為期三日的吳宇森導演大師班。

### 健康
2012年5月，吳宇森患上喉癌，在美國接受治療。同年，治療後，暫時停止電影工作，休養身體。

### 重新出發
2017年11月，吳宇森執導電影《追捕》，與日本男星福山雅治合作，接受訪問時大談在日本拍動作戲的限制，表示第一不能從外國進口道具槍，我們慣用英國、美國出品，他們一定要用日本製，那些槍火力不足，全部要用電腦後加效果，這樣條件能否拍出動作感？需要作出調整、改變；又如日本警察那枝左輪槍只得五發子彈，打完是不能換子彈的，他說拍戲五發子彈怎能打死這麼多人？日方說，一定要按照真實情況，他唯有想到，張涵予拿福山與其他警察的槍繼續打，本來中國律師應該不懂開槍，無奈他都要開。
2020年9月，吳宇森投入新版《喋血雙雄》電影前置工作，也組織了滿意的團隊，透過視訊開會，等疫情過去便可開拍。2022年3月，吳宇森重返好萊塢執導動作片《寂靜之夜》，由喬爾·金納曼擔任男主角，而該片特色在於全無對白，純靠動作戲來演繹。

## 作品一覽

### 導演
| 中文名           | 英文名                     | 年     | 語言             |
| ---------------- | -------------------------- | ------ | ---------------- |
| 鐵漢柔情（過客） | The Young Dragons          | 1974年 | 漢語             |
| 女子跆拳群英會   | The Dragon Tamers          | 1975年 | 漢語             |
| 少林門           | Hand of Death              | 1976年 | 漢語             |
| 帝女花           | Princess Chang Ping        | 1976年 | 漢語             |
| 發錢寒           | Money Crazy                | 1977年 | 漢語             |
| 大煞星與小妹頭   | Follow the Star            | 1978年 | 漢語             |
| Hello!夜歸人     | Hello Late Homecomers      | 1978年 | 漢語             |
| 豪俠             | Last Hurrah for Chivalry   | 1979年 | 漢語             |
| 錢作怪           | From Riches to Rags        | 1980年 | 漢語             |
| 滑稽時代         | Laughing Time              | 1980年 | 漢語             |
| 摩登天師         | To Hell with the Devil     | 1982年 | 漢語             |
| 八彩林亞珍       | Plain Jane to the Rescue   | 1982年 | 漢語             |
| 笑匠             | The Time You Need a Friend | 1985年 | 漢語             |
| 兩隻老虎         | Run Tiger Run              | 1985年 | 漢語             |
| 英雄本色         | A Better Tomorrow          | 1986年 | 漢語             |
| 英雄無淚         | Heroes Shed no Tears       | 1986年 | 漢語             |
| 英雄本色II       | A Better Tomorrow II       | 1987年 | 漢語             |
| 喋血雙雄         | The Killer                 | 1989年 | 漢語             |
| 義膽群英         | Just Heroes                | 1989年 | 漢語             |
| 喋血街頭         | Bullet in the Head         | 1990年 | 漢語             |
| 縱橫四海         | Once a Thief               | 1991年 | 漢語             |
| 辣手神探         | Hard Boiled                | 1992年 | 漢語             |
| 終極標靶         | Hard Target                | 1993年 | 英語             |
| 新縱橫四海       | Once a Thief               | 1995年 | 漢語             |
| 斷箭             | Broken Arrow               | 1996年 | 英語             |
| 奪面雙雄         | Face/Off                   | 1997年 | 英語             |
| 至尊黑傑克       | BlackJack                  | 1998年 | 英語             |
| 不可能的任務2    | Mission: Impossible 2      | 2000年 | 英語             |
|                  | Windtalkers                | 2002年 | 英語             |
| 記憶裂痕         | Paycheck                   | 2003年 | 英語             |
| 赤壁             | Red Cliff                  | 2008年 | 漢語             |
| 赤壁2：決戰天下  | Red Cliff 2                | 2009年 | 漢語             |
| 太平輪           | The Crossing               | 2014年 | 漢語             |
| 太平輪：驚濤摯愛 | The Crossing 2             | 2015年 | 漢語             |
| 追捕             | Manhunt                    | 2017年 | 日語、英語、漢語 |
| 無聲夜           | Silent Night               | 2023年 | 不適用           |
| 喋血雙雄         | The Killer                 | 2024年 | 不適用           |

### 監製
- 鬼馬雙星（策劃，許冠文導演，1974年）
- 天才與白痴（策劃，許冠文導演，1975年）
- 半斤八兩（副導演，許冠文導演，1976年）
- 賣身契（策劃，許冠文導演，1978年）
- 和平飯店（韋家輝導演，1995年）
- 南京1937（1995年）
- 浪漫風暴（梁栢堅導演，1996年）
- 血仍未冷（The Replacement Killers，安东尼·福奎阿導演，1998年）
- （Bulletproof Monk，2003年）
- 蘋果核戰記 EX MACHINA（APPLESEEDアップルシード：エクスマキナ，動畫，荒牧伸志導演，2007年）
- 天堂口（陳奕利導演，2007年）
- 剑雨（2010年）
- 賽德克·巴萊（魏德聖導演、編劇，2011年）
- 激浪青春（梁栢堅，2014年）
- 川流 (張大鵬導演，2021年)

## 獎項及提名

### 威尼斯國際電影節
| 年份 | 頒獎典禮         | 獎項           | 作品        | 結果 |
| ---- | ---------------- | -------------- | ----------- | ---- |
| 2010 | 第67屆威尼斯影展 | 終身成就金獅獎 | 不適用      | 獲獎 |
| 2011 | 第68屆威尼斯影展 | 金獅獎         | 賽德克·巴萊 | 提名 |

### 香港電影金像獎
| 年份 | 頒獎典禮             | 獎項             | 作品           | 結果 |
| ---- | -------------------- | ---------------- | -------------- | ---- |
| 1987 | 第6屆香港電影金像獎  | 最佳導演         | 英雄本色       | 提名 |
| 1987 | 第6屆香港電影金像獎  | 最佳編劇         | 英雄本色       | 提名 |
| 1990 | 第9屆香港電影金像獎  | 最佳導演         | 喋血雙雄       | 獲獎 |
| 1990 | 第9屆香港電影金像獎  | 最佳編劇         | 喋血雙雄       | 提名 |
| 1991 | 第10屆香港電影金像獎 | 最佳導演         | 喋血街頭       | 提名 |
| 1991 | 第10屆香港電影金像獎 | 最佳剪接         | 喋血街頭       | 獲獎 |
| 1992 | 第11屆香港電影金像獎 | 最佳導演         | 縱橫四海       | 提名 |
| 1993 | 第12屆香港電影金像獎 | 最佳剪接         | 辣手神探       | 獲獎 |
| 2009 | 第28屆香港電影金像獎 | 最佳電影         | 赤壁           | 提名 |
| 2009 | 第28屆香港電影金像獎 | 最佳導演         | 赤壁           | 提名 |
| 2010 | 第29屆香港電影金像獎 | 最佳電影         | 赤壁：決戰天下 | 提名 |
| 2010 | 第29屆香港電影金像獎 | 最佳導演         | 赤壁：決戰天下 | 提名 |
| 2011 | 第30屆香港電影金像獎 | 最佳電影         | 劍雨           | 提名 |
| 2012 | 第31屆香港電影金像獎 | 最佳兩岸華語電影 | 賽德克·巴萊    | 提名 |

### 金馬獎
| 年份 | 頒獎典禮     | 獎項       | 作品        | 結果 |
| ---- | ------------ | ---------- | ----------- | ---- |
| 1986 | 第23屆金馬獎 | 最佳導演   | 英雄本色    | 獲獎 |
| 1990 | 第27屆金馬獎 | 最佳男配角 | 勇闖天下    | 提名 |
| 1990 | 第27屆金馬獎 | 最佳剪輯   | 喋血街頭    | 提名 |
| 2011 | 第48屆金馬獎 | 最佳劇情片 | 賽德克·巴萊 | 獲獎 |

### 亞洲電影大獎
| 年份 | 頒獎典禮          | 獎項                   | 作品            | 結果 |
| ---- | ----------------- | ---------------------- | --------------- | ---- |
| 2009 | 第3屆亞洲電影大獎 | 最佳電影               | 赤壁            | 提名 |
| 2009 | 第3屆亞洲電影大獎 | 最佳導演               | 赤壁            | 提名 |
| 2010 | 第4屆亞洲電影大獎 | 2010年最高票房亞洲電影 | 赤壁2：決戰天下 | 獲獎 |
| 2012 | 第6屆亞洲電影大獎 | 最佳電影               | 賽德克·巴萊     | 提名 |

### 香港電影導演會年度大獎
| 年份 | 頒獎典禮                    | 獎項             | 作品 | 結果 |
| ---- | --------------------------- | ---------------- | ---- | ---- |
| 2008 | 第4屆香港電影導演會年度大獎 | 年度最受推介電影 | 赤壁 | 獲獎 |
| 2008 | 第4屆香港電影導演會年度大獎 | 年度傑出導演     | 赤壁 | 獲獎 |

### 亞太影展
| 年份 | 頒獎典禮       | 獎項       | 結果 |
| ---- | -------------- | ---------- | ---- |
| 2009 | 第53屆亞太影展 | 特別貢獻獎 | 獲獎 |

### 上海國際電影節
| 年份 | 頒獎典禮             | 獎項               | 結果 |
| ---- | -------------------- | ------------------ | ---- |
| 2009 | 第12屆上海國際電影節 | 華語電影海外貢獻獎 | 獲獎 |

### 東京國際電影節
| 年份 | 頒獎典禮             | 獎項   | 結果 |
| ---- | -------------------- | ------ | ---- |
| 2015 | 第28屆東京國際電影節 | 武士獎 | 獲獎 |

### 中國電影華表獎
| 年份 | 頒獎典禮             | 獎項           | 作品 | 結果 |
| ---- | -------------------- | -------------- | ---- | ---- |
| 2009 | 第13屆中國電影華表獎 | 優秀境外導演獎 | 赤壁 | 獲獎 |

### 華語電影傳媒大獎
| 年份 | 頒獎典禮               | 獎項                   | 作品        | 結果 |
| ---- | ---------------------- | ---------------------- | ----------- | ---- |
| 2009 | 第9屆華語電影傳媒大獎  | 百家傳媒年度致敬電影人 | 不適用      | 提名 |
| 2012 | 第12屆華語電影傳媒大獎 | 最佳電影               | 賽德克·巴萊 | 獲獎 |

### 土星獎
| 年份 | 頒獎典禮     | 獎項     | 作品     | 結果 |
| ---- | ------------ | -------- | -------- | ---- |
| 1994 | 第20屆土星獎 | 最佳導演 | 終極標靶 | 提名 |
| 1998 | 第24屆土星獎 | 最佳導演 | 變臉     | 獲獎 |

## 荣誉
| 年份 | 頒獎機構           | 獎項              | 結果 |
| ---- | ------------------ | ----------------- | ---- |
| 2004 | 香港特別行政區政府 | 銅紫荆星章（BBS） | 獲獎 |
| 2010 | 香港特別行政區政府 | 银紫荆星章（SBS） | 獲獎 |